# نسبية أخلاقية
نسبية أخلاقية أو النسبية الأخلاقية (بالإنجليزية: Moral Relativism)‏ هي وجهة نظر فلسفية برزت في القرن العشرين، إلا أن لها أصولاً في الفكر الفلسفيّ اليوناني الكلاسيكي الذي كان يتميز بالتنوع الأخلاقي وتحدث عنها أيضا الفيلسوف الصيني جوانغ زي. تقول وجهة نظر الأخلاق النسبيّة بأنَّ جميع الأحكام الأخلاقيّة ومبرراتها ليست مطلقة أو موضوعية أو عالميّة. بل هي نسبية وتتعلق بتقاليد ومعتقدات وممارسات وتاريخ مجموعة من الأشخاص. أيّ أنّ المجتمعات المختلفة والأفراد لديهم معايير مختلفة عن الحق والباطل. وتتغير هذه المعايير الأخلاقيّة من وقت لآخر في نفس الثقافة.

## الاختلافات

### النسبية الأخلاقية الوصفية
النسبية الأخلاقية الوصفية هي الموقف الإيجابي أو الوصفي المجرد الذي يتبناه المرء. هناك في الواقع خلافات جوهرية حول المسار الصحيح للتصرف الواجب فعله حتى لو كانت الحقائق نفسها صحيحة ونتائج هذا التصرف ستظل نفسها في جميع الحالات. من الملاحظ أن الثقافات المختلفة لها معايير أخلاقية مختلفة.
لا يناصر النسبيون الوصفيون بالضرورة التسامح مع أي سلوك في ضوء هذا الإشكال؛ وهذا يعني أنهم ليسوا بالضرورة نسبيين معياريين. وبالمثل فإنهم لا يقدمون بالضرورة أي التزامات تجاه علم الدلالات، أو علم الوجود، أو نظرية المعرفة الأخلاقية؛ وبالتالي لا ينتمي كل النسبيين الوصفيين إلى النسبية الفوقية الأخلاقية.
النسبية الوصفية هي موقف واسع النطاق في المجالات الأكاديمية مثل الأنثروبولوجيا وعلم الاجتماع، حيث تعترف ببساطة أنه من الخطأ افتراض أن نفس الأطر الأخلاقية متواجدة دائماً في جميع الظروف التاريخية والثقافية.

### الفوقية الأخلاقية
لا تحظى النسبية الأخلاقية الفوقية بشعبية كبيرة بين الفلاسفة فكثيرون ينتقدونها، وبرغم ذلك فهناك العديد من الفلاسفة المعاصرين الذين يدعمونها.
لا تعتقد النسبية الأخلاقية الفوقية بأن الأفراد يختلفون حول القضايا الأخلاقية فحسب، بل إن مصطلحات مثل الخيّر، والشرير، والصواب، والخطأ لا تدخل ضمن نطاق الحقيقة الشاملة على الإطلاق؛ فهي تتعلق بدلاً من ذلك بتقاليد، أو قناعات، أو ممارسات فرد ما أو مجموعة من الأشخاص. كان عالم الأنثروبولوجيا الأمريكي ويليام جراهام سومنر مؤيدًا مؤثرًا لصالح هذا الرأي، حيث جادل في كتابه «العادات الشعبية» الصادر عام 1906 أن ما يعتبره الأفراد الفعل الصواب أو الخطأ يتشكل بالكامل -وليس بشكل أساسي- من خلال تقاليد، وعادات، وممارسات ثقافتهم. علاوة على ذلك، لا يمكن تبرير أي حكم صادر من خارج ثقافة ما حول مدى صحة أم خطأ أخلاق هذه الثقافة، لأنه في تحليله لكيفية فهم الإنسان لا يمكن أن يكون هناك أي معيار أخلاقي أعلى من ذلك الذي توفره الأخلاق المحلية لثقافة الفرد.
يعتبر النسبيون الفوقيون نسبيون وصفيون، حيث أنهم يؤمنون أنه في ضوء نفس مجموعة ما من الحقائق، سيكون لدى بعض المجتمعات أو الأفراد خلاف أساسي حول ما يجب أن يفعله الشخص أو يفضله (بناءً على المعايير المجتمعية أو الفردية). كما يجادلون بأنه لا يمكن للمرء أن يفصل في هذه الخلافات باستخدام أي معيار قيمي مستقل متاح، حيث أن أي طعن في أي معيار ذي صلة بالموضوع سيكون دائماً ذا طابع شخصي أو مجتمعي في أحسن الأحوال.
يتناقض هذا الرأي مع الشمولية الأخلاقية التي تحاجج بأنه -على الرغم من وقوع الخلاف بين الأشخاص ذوي النوايا الحسنة أحياناً، كما أن البعض قد يكون غير قابل للإقناع (على سبيل المثال شخص ذو عقلية متحجرة) - لا يزال هناك شعور حقيقي يمكن أن يُعتبر فيه تصرف ما أكثر أخلاقية (الأفضل من الناحية الأخلاقية) من تصرف آخر؛ أي أنهم يعتقدون أن هناك معايير موضوعية للتقييم تبدو جديرة بالدعوة إلى ما يسمى بالحقائق الأخلاقية، بغض النظر عما إذا كانت مقبولة عموماً أو لا.

### النسبية الأخلاقية المعيارية
لا يؤمن النسبيون الأخلاقيون المعياريون بالأطروحة الفوقية الأخلاقية فقط، ولكن يؤمنون أيضاً بأن لها آثار معيارية على ما يجب علينا أن نفعله. فيزعم النسبيون الأخلاقيون المعياريون أن النسبية الفوقية الأخلاقية تعني ضمنًا أنه يجب علينا أن نتسامح مع سلوك الآخرين حتى عندما يتعارض مع معاييرنا الأخلاقية الشخصية أو الثقافية. لا يتفق معظم الفلاسفة مع هذا، جزئياً بسبب تحديات الوصول إلى فعل يمكن وصفه بالواجب من المقدمات المنطقية للأخلاق النسبية. من الظاهر أن النسبية الفوقية الأخلاقية تقضي على قدرة النسبية المعيارية على تقديم ادعاءات وصفية. بمعنى آخر، قد يجد معتنقو النسبية المعيارية صعوبة في الإدلاء بعبارة مثل: «نعتقد أنه من الأخلاقي أن نتسامح مع هذا السلوك» دون إضافة «يعتقد الآخرون أن عدم التسامح مع بعض السلوكيات المعينة هو أمر أخلاقي» دائماً. يجادل بعض الفلاسفة مثل راسل بلاكفورد أن عدم التسامح مهم إلى حد ما. فعلى حد تعبيره: «لا نحتاج إلى أن نكون مطمئنين إلى التقاليد الأخلاقية التي تسبب لنا المشقة والمعاناة. ولا نحتاج إلى أن نقبل المعايير الأخلاقية لمجتمعاتنا بشكل سلبي إلى الحد الذي يجعلها غير فعالة، أو ذات نتائج عكسية، أو ببساطة غير ضرورية». أي أنه من المنطقي تمامًا (وعمليًا) أن يدافع شخص ما أو مجموعة من الأشخاص عن قيمهم الشخصية ضد الآخرين، حتى لو لم يكن هناك وصفة شاملة أو أخلاقية. كما يمكننا أيضًا انتقاد الثقافات الأخرى لفشلها في متابعة أهدافها الخاصة بفعالية.
قد يحاول النسبيون الأخلاقيون أيضًا مَنطقة العبارات غير الشاملة مثل: «من الخطأ أن أفعل الفعل س في هذا البلد» أو حتى: «إنه من الصواب بالنسبة لي أن أفعل الفعل ص».
يجادل الشموليون الأخلاقيون أيضًا بأن نظامهم غالبًا ما يبرر التسامح، وأن الخلاف مع الأنظمة الأخلاقية لا يتطلب دائمًا تدخلًا محدداً، خاصة لو كان تدخلًا عدوانيًا. فمثلاً قد يصف شخص نفعي ممارسة مجتمع آخر بأنها جاهلة أو أقل أخلاقية، ولكن سيظل هناك الكثير من النقاش حول مسارات أفعال الأفراد في هذا المجتمع (إذا كان يجب التركيز على توفير تعليم أفضل أو التكنولوجيا على سبيل المثال).